# Hæk (beplantning)
 For alternative betydninger, se Hæk. (Se også artikler, som begynder med Hæk)
En hæk er en levende variant af det haveelement, hegnet, der skaber haven. Derudover kan hække bidrage til en indre opdeling af haven, så der opstår flere rum.
Hække kan plantes og plejes, så de får et bestemt præg. Med det formål kan man vælge mellem flere slags hæk:
- klippet hæk
- uklippet hæk
- rammebeplantning
- stammehæk
- kantbeplantning

En hæk består af en række af buske, som egner sig specielt til at danne en afgrænsende linje i haverummet. I Danmark bruges f.eks. bøg, liguster, eller taks. 

## Eksterne links
1. ↑  "hæk". Den Store Danske (lex.dk online udgave).